# Moomoo証券
moomoo証券株式会社（Moomoo Securities Japan Co., Ltd.）は、2018年にアメリカ合衆国で設立されたオンライン証券会社であるmoomoo（ムームー）の、日本において事業を展開している現地法人。

## 概要
2018年にアメリカ・シリコンバレーで設立、その後アメリカや、シンガポールやマレーシアをはじめとしたアジア太平洋地域で事業を展開している。提供する同名の金融アプリmoomooの提供情報量などに特色を持つ。
親会社は米国NASDAQ上場企業で、テンセントが出資する香港のFutu Holdings Limited（フートゥー・ホールディングス・リミテッド、富途控股有限公司）。moomooはFUTUの海外展開を担っている。
日本へは2022年にFUTUがひびき証券を買収して参入。2022年10月より日本国内でのアプリの配信を開始した。
「moomoo証券」という名称は、英語の牛の鳴き声「moo（ムー）」に由来している。証券業界において「ブル（雄牛）」は上昇相場の象徴とされており、企業ロゴにもその象徴としてブルが描かれている。

## moomooアプリ
moomooは、個人投資家向けの取引アプリであり、取引ツール、リアルタイムのマーケット情報、財務データ、決算の速報や決算説明会のQ&Aを和訳したスクリプトや各種分析機能などを提供している。また、個別銘柄のページには約定金額の分析なども備えるほか、大手著名投資家や機関投資家の保有銘柄の確認といった、大口取引の動向についての情報を揃えている。
moomoo証券によれば、アプリはプロフェッショナル向けとされる水準の分析ツールを個人投資家にも利用可能にすることを意図して設計されているとする。データが生成AIによる分析を経てグラフとして表示される機能を備えるなど、金融情報の直感的な理解を可能にするとしている。また掲示板機能が搭載されており、ユーザー同士が投資に関する情報を共有できるコミュニティ機能も備える。

## 沿革
2018年
- 1月、米国・シリコンバレーにて「moomoo」誕生。
- 米国証券取引委員会（SEC）よりライセンスを取得し、全米50州および米国領土での証券取引業務を開始。

2021年
- シンガポール市場に進出。SGXグループより、証券・デリバティブ市場双方におけるフルメンバーシップを取得。
- 9月、米国でBenzingaと提携し、デモ取引コンテストを開催。

2022年
- 3月、オーストラリアでサービス提供開始。米国およびオーストラリア市場へのアクセスを提供。
- 10月、日本市場に参入。金融商品取引業者として登録され、日本証券業協会および日本投資顧問業協会に加盟。

2023年
- 6月、米国で初の投資家向けイベント「Trading with Moomoo: Evening Meet & Greet」をニューヨークで開催。
- 9月、日本で米国株取引サービスを開始。

2024年
- 3月、日本にて日本株取引開始。
- 4月、シンガポールでユーザー数100万人を達成。
- 5月、日本でアプリダウンロード数が100万件を突破。[13]
- 5月、俳優の松重豊が日本公式ブランドアンバサダーに就任。
- 9月、日本で投資信託の取り扱い開始。
- 11月、日本での取り扱い開始。
- 11月、日本で米国株信用取引や、有価証券オプションサービスを開始。

2025年
- 4月、日本で米国株オプション取引を提供開始。

## 広報
moomooは金融セミナーなどのイベントを開催している。2024年10月から11月にかけてはNASDAQのデモ取引大会を世界七か国で開催し、日本では2万人弱の参加者を集めた。2024年5月には、日本への本格的な進出をアピールするメディア向けイベントを開いた。
前述の2024年5月のイベントからは、広告塔として松重豊を起用している。moomooは松重の役柄にこだわる姿勢と残してきた結果からブランドアンバサダー起用を決めたとしている。イベントで松重は「自分のお金を自分で考えるフェーズになってきていると思う」と語り、そのうえで投資の情報源としてmoomooをアピールした。また、デモ取引大会の表彰式においては、「僕の顔を見て思い浮かべるのは食べ物じゃないかな。経済の顔として僕の顔が世間に認知されればいいな」と語った。
2024年、アメリカのMoomoo Financial Inc.は、米証券業界の自主規制団体であるFINRAから、インフルエンサーへ依頼したプロモーションに自主規制ルールの違反を指摘された。FINRAは、moomooがインフルエンサーの投稿等を適切に保存・提出しなかった他、インフルエンサーの投稿に誇張や誤った表現があったなどと指摘した。米moomooとFINRAは和解し、米moomooは譴責を受けて過怠金75万ドルを支払い、システムの更新などの是正に同意した。

## 関係企業・パートナー企業・連帯企業
2025年5月現在、以下の企業が、Futu Holdings Limitedの間接的な完全子会社となっている兄弟会社である。
- Moomoo Financial Inc.（米）
- Moomoo Financial Canada Inc.
- Moomoo Securities Malaysia Sdn. Bhd.
- Moomoo Securities Japan Co., Ltd.（moomoo証券）
- Moomoo Securities Australia Ltd.
- Moomoo Financial Singapore Pte. Ltd.
- Futu Clearing Inc.、Futu Securities International (HK) LTD[19]
- Moomoo Technologies Inc.[21]

なお、Moomoo Technologies Inc.はニュージャージー州ジャージーシティに拠点を置く会社で、2025年現在、moomooアプリの運営を担っている。
moomoo証券は金融商品取引法上の金融商品取引業協会の一つである日本証券業協会（JSDA - Japan Securities Dealers Association）に加盟している。また、東洋経済新報社の会社四季報などをアプリで提供するほか、パンローリングなどと協賛のイベントを開いている。